# Mama Ocllo
I inkaernes mytologi anses Mama Ocllo for at være fertilitetens gudinde. Ifølge én legende er hun datter af Inti og Mama Quilla, og ifølge en anden er hun datter af Viracocha og Mama Cocha. Hun var søster og hustru til Manco Capac og opdagede Cusco sammen med ham. Hun lærte Inkakvinder at væve.
På Quechua staves hendes navn nogle gange Mama Uqllu. En anden translitteration er hendes navn er Mama Ogllo. Dårlig OCR har resulteret i, at følgende forkerte betegnelser også ofte ses: Mama Oello, Mama Oella, Mama Oullo og Mama Occlo.

## Eksterne links
- Wikimedia Commons har flere filer relateret til Mama Ocllo

| Biografi | Spire Denne biografi er en spire som bør udbygges. Du er velkommen til at hjælpe Wikipedia ved at udvide den. |